# Hyperfokusace
Hyperfokusace je intenzivní forma mentálního soustředění, která koncentruje veškeré vědomí i podvědomí jedince na určitý předmět, téma nebo úkol. Někdy může zahrnovat i další rozšířené stavy vědomí, jako je snění, vize, Flow, perseverace a podobné stavy mysli. Tuto extrémní podobu soustředění není možné navodit nebo ovládat pouhou vůlí, a tvoří pomyslnou druhou stranu mince projevů chronické nesoustředěnosti, neschopnosti zabývat se zadanými nebo objektivně důležitými úkolů.
Z psychiatrického hlediska je hyperfokusace považována za charakteristický rys poruchy pozornosti ADHD/ADD, nicméně se může vyskytovat i jako součást projevů schizofrenie či poruch autistického spektra.